# Блайт, Дэвид
Дэвид Блайт (англ. David W. (William) Blight; род. 21 марта 1949, Флинт, Мичиган) — американский историк, историк рабства. Доктор философии (1985). Стерлингский профессор Йеля, где трудится с 2003 года. С 2004 года директор Gilder Lehrman Center for the Study of Slavery, Resistance and Abolition, преемник Дэвида Б. Дэвиса на этом посту. Прежде тринадцать лет преподавал в Амхерстском колледже. Член Американского философского общества (2021). Биограф Фредерика Дугласа; специалист по отражению Гражданской войны в исторической памяти. Лауреат Пулитцеровской премии (2019) и Frederick Douglass Prize (2001).

## Биография и творчество
Окончил Университет штата Мичиган (бакалавр истории, 1971; магистр американской истории, 1976). В 1971-78 гг. школьный учитель, в 1982-87 гг. преподаватель North Central College.
Степень доктора философии получил в Висконсинском университете в Мадисоне. Преподавал в Гарвардском университете (1987-89), а также с 1987 года в Амхерстском колледже. С 2003 года в Йеле. С 2002 года член Society of American Historians и в 2013-14 гг. его президент. В 2012 году избран в Американскую академию искусств и наук. Curti Lecturer (2016). Почётный доктор.
- Bancroft Prize[англ.] (2002)
- Ellis W. Hawley Prize[англ.] (2002)

В 2018 году в Simon and Schuster вышла его биография Фредерика Дугласа, под названием «Frederick Douglass: Prophet of Freedom». Книга была удостоена девяти книжных премий, включая Пулитцеровскую премию.
Также автор A Slave No More: Two Men Who Escaped to Freedom, Including their Narratives of Emancipation (Harcourt, 2007).
- Race and Reunion: The Civil War in American Memory (Harvard University Press, 2001) — получила восемь книжных премий, включая премию Бэнкрофта

Публикуется в New York Times и New York Daily News. Женат на учительнице; есть пасынок.
Положительно оценил книгу Элис Баумгартнер "На Юг к свободе".